# Труд (стадион, Ульяновск)

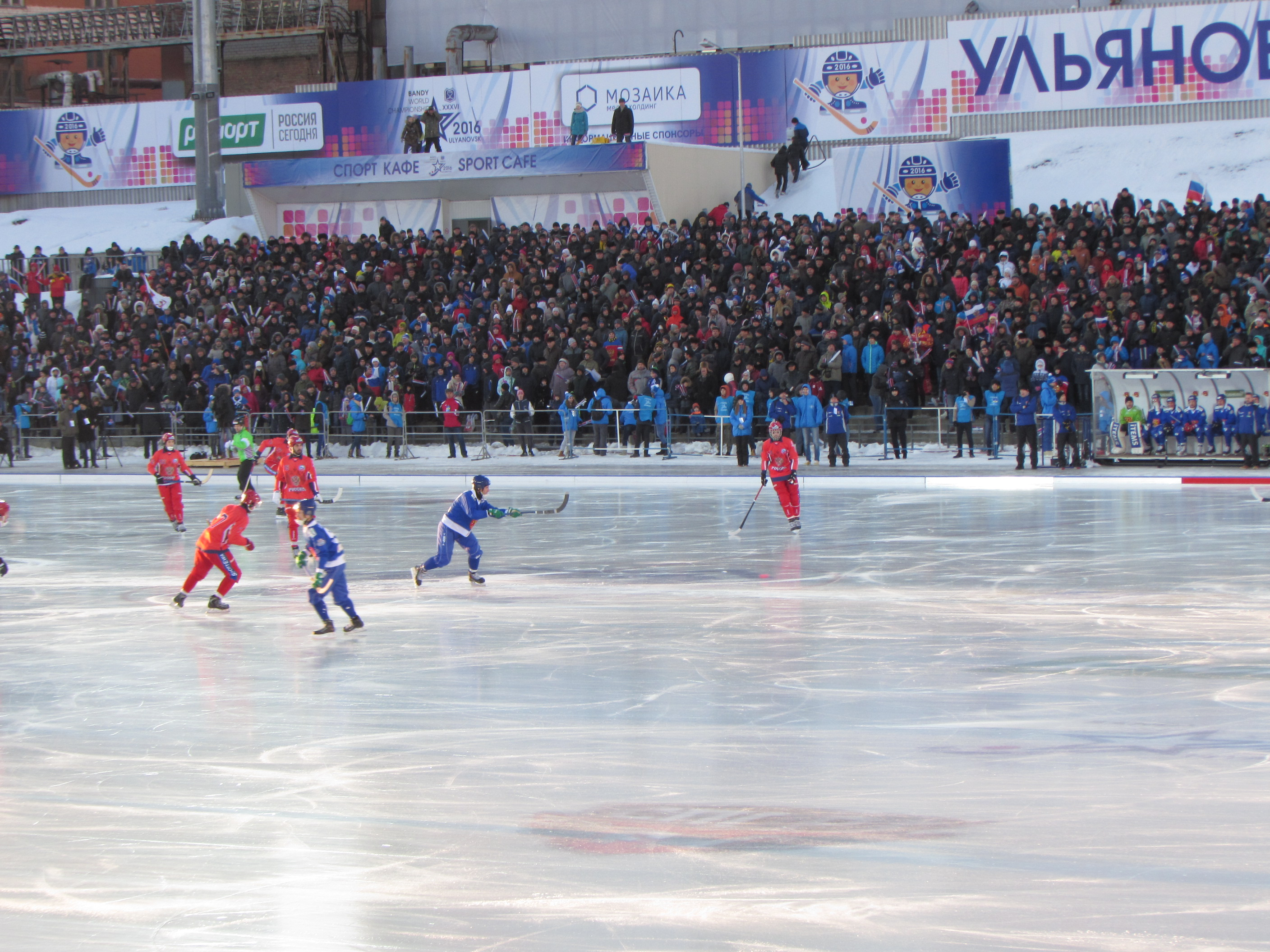
Чемпионат мира по хоккею с мячом 2016

Стадион «Труд» — многофункциональный стадион в городе Ульяновске, Россия. Является домашним для футбольного клуба «Волга», принимающем участие в первенстве России. До 2016 года также был домашним стадионом для команды по хоккею с мячом «Волга», участницей чемпионата России (впоследствии переехала на стадион «Волга-Спорт-Арена»).

## История
Построен в 1963 году в центре города, в советское время назывался Центральный стадион имени Ленинского комсомола и вмещал 20'000 зрителей на деревянных скамейках, затем был переименован в «Труд», с лета 2018 года носит имя Льва Яшина. Имеет три трибуны: западную, восточную и южную. С запада к стадиону примыкает здание завода «Контактор». В 2006 году стадион был реконструирован в связи с проведением II малых олимпийских игр ПФО и вместимость была уменьшена до 8'448 зрителей, за счёт установки кресел.
К октябрю 2008 года должны были дооборудовать стадион в соответствии с требованиями ПФЛ для Первого дивизиона — построить козырёк над трибунами, оборудовать поле подогревом, а также увеличить освещённость на поле до предписанных норм, но эти планы осуществлены не были. В 2008 году на стадионе "Труд" были установлены дополнительные посадочные места, вместимость стадиона, таким образом, была увеличена до 10'200 человек.
В 2016 году на стадионе проходили матчи чемпионата мира по хоккею с мячом (один из полуфиналов и финал). Зимой стадион вмещает 14'820 зрителей, в холода пластиковые кресла убирают, и болельщики наблюдают за игрой команд стоя.
Стадион «Труд» был также включён в список тренировочных баз команд-участниц чемпионата мира по футболу 2018 года, в связи с чем помимо укладки натурального футбольного покрытия и новых беговых дорожек, арена была оснащена современным легкоатлетическим оборудованием, обновились раздевалки, однако в итоге услугами стадиона ни одна сборная, участвовавшая в чемпионате, так и не воспользовалась.
В течение 2018 года провозглашалось, что имеются планы по глобальной реконструкции стадиона в несколько этапов, первый из которых был завершён к июлю.
В феврале 2019 года было объявлено о намерениях сменить натуральный газон стадиона на искусственный — по причине низкой эффективности, а именно: высоких затрат на обслуживание, короткого срока эксплуатации, невозможности проведения занятий свыше двух часов в день и запрета на заливку льдом в зимний период. Переоснащение стадиона планируется реализовать согласно «Концепции наследия Чемпионата мира по футболу FIFA 2018» в 2022 году.

## Мероприятия
С открытием стадиона в 1963 году на стадионе проходят разного уровня спортивные соревнования и культурно-массовые мероприятия. Здесь ежегодно проходят Кубок Ульяновской области по футболу и Чемпионат Ульяновской области по футболу. Проходят чемпионаты и первенства области по лёгкой атлетике и другим видам спорта. Здесь в разные годы проходили соревнования высокого уровня:
- В июле 1970 года прошёл финал Чемпионата СССР по хоккею на траве среди мужчин, между командой Волга и Фили (Москва) (2:1)[7].
- В январе 1972 прошёл Международный турнир по хоккею с мячом на приз газеты «Советская Россия» (первое место — СССР, второе — Швеция, третье — Финляндия);
- 28 февраля 1978 года здесь закончился VI чемпионат мира по хоккею с мячом среди юниоров (первое место — Швеция, второе — СССР, третья — Финляндия);
- 21 февраля 1983 года здесь закончился III Чемпионат мира по хоккею с мячом среди юношей (первое место — СССР, второе — Швеция, третье — Финляндия);
- 14-17 сентября 2006 года на стадионе прошли II Малые олимпийские игры ПФО;
- 14 февраля 2016 года здесь закончился 36-й Чемпионат мира по хоккею с мячом;
- С 31 июля по 5 августа 2019 года здесь проходили чемпионат и первенство РФ по стрельбе из арбалета;
- 12-19 августа 2019 года здесь проходил XX Чемпионат мира по стрельбе из арбалета;
- 3 июля 2022 года на стадионе прошла церемония открытия VIII Всероссийской летней универсиады[8].

## Значимые матчи
5 самых посещаемых футбольных матча
| 22 июня 1966 товарищеский матч | Олимпийская сборная СССР по футболу                                             | 7:1   | Шварц-Вайсс Брегенц | Ульяновск                                                                                      |
| | Абдураимов 4′ · Еськов 16′ · Адамов 18′ · Илиади · Варга 65′, 76′ · Федотов 85′ | отчёт | Пашич               | Стадион: Центральный имени Ленинского комсомола Зрителей: 25 000 Судья: Татаржицкий (Куйбышев) |
| Олимпийская сборная СССР по футболу: Пшеничников ( Кудасов), Иванов, Пахомов, Челидзе, Штапов ( Аничкин), Кутивадзе ( Ленёв), Илиади, Адамов ( Варга), Федотов, Еськов, Абдураимов |                                                                                 |       |                     |                                                                                                |

| 17 сентября 1966 25 тур | Торпедо (Кутаиси) | 1:4   | Динамо (Минск)                            | Ульяновск                                                                               |
| | Хажалия 22′       | отчёт | 10′ Мустыгин · 15′ Толейко · 57′ Васильев | Стадион: Центральный имени Ленинского комсомола Зрителей: 20 000 Судья: Осипов (Москва) |
| Торпедо (Кутаиси): Квасхвадзе ( 10' Р.Андгуладзе), Лосаберидзе 76', Цверава ( 10' Цивцивадзе), Эбралидзе, Дзодзуашвили 70', Кутивадзе, Аситашвили, Векуа, Чхартишвили, Хажалия, Нодия · Динамо (Минск): Глухотко, Колтунов, Зарембо, Ремин, Савостиков, Толейко, Погальников, Адамов, Мустыгин, Васильев, Коберский ( 81' Яромко) |                   |       |                                           |                                                                                         |

| 5 июня 1964 товарищеский матч | Волга (Ульяновск) | 1:5   | ЦСКА (Москва)                                   | Ульяновск                                                                                  |
| | Козлов            | отчёт | Маношин · —2 Федотов · Станкявичюс · Кондрашкин | Стадион: Центральный имени Ленинского комсомола Зрителей: 16 000 Судья: Савчук (Ульяновск) |
| Волга (Ульяновск): Гостеев, Трушин, Дольников, Гусев ( 75' Агашин), Медведев, Агишев ( 46' Козлов), Монахов ( 65' Горбатов 65), Абрамов, Поздняков, Серебряков, Ефремов · ЦСКА (Москва): Фролов, Щебляков, Дородных, Багрич, Семиглазов, Маношин, Греков, Поликарпов, Федотов, Денисов, Басалик ( Станкявичюс, Кондрашкин, Антоневич) |                   |       |                                                 |                                                                                            |

| 23 мая 1971 товарищеский матч | Волга (Ульяновск) | 1:1   | Спартак (Москва) | Ульяновск                                                        |
|                               |                   | отчёт |                  | Стадион: Центральный имени Ленинского комсомола Зрителей: 15 000 |

| 26 сентября 2012 1/16 финала | Волга (Ульяновск) | 0:1   | Кубань (Краснодар) | Ульяновск                                            |
| |                   | отчёт | 10′ Прудников      | Стадион: Труд Зрителей: 8100 Судья: Матюнин (Москва) |
| Волга (Ульяновск): Красильников, Сидяев 22', Канипов, Низовцев, Круг ( 64' Вагапов), Теленков, Лужков, Канаев, Барсов, Усов ( 46' Мустафин), Евин ( 33' Цыганцов) · Кубань (Краснодар): Беленов, Соснин ( 79' Фидлер), Жавнерчик, Тлисов ( 65' Попов 76'), Букур, Прудников, Урена, Бугаев, Деальберт, Рогочий, Озбилиз |                   |       |                    |                                                      |

3 самых посещаемых хоккейных матча
| 7 февраля 2016                                             | \| Россия \| 6:1 Протокол \| Финляндия \| \| Ломанов 4', 22', 42' Иванушкин 6' Миргазов 32' Булатов 89' \| Голы \| 76' Мяяття[фин.] \| | Стадион «Труд» Зрителей:11'700 Судья: Роланд Фагер |
| Россия                                                     | 6:1 Протокол | Финляндия                                          |
| Ломанов 4', 22', 42' Иванушкин 6' Миргазов 32' Булатов 89' | Голы | 76' Мяяття                                         |

| 1 февраля 2016 | \| Казахстан \| 1:9 Протокол \| Россия \| \| Почкунов 60' \| Голы \| 6', 28', 47' Иванушкин 17' Захаров 18' Викулин 43' Ломанов 59' Миргазов 78' Ларионов 86' Ишкельдин \| | Стадион «Труд» Зрителей: 6'200 Судья: Петри Куусела                                                |
| Казахстан      | 1:9 Протокол | Россия                                                                                             |
| Почкунов 60'   | Голы | 6', 28', 47' Иванушкин 17' Захаров 18' Викулин 43' Ломанов 59' Миргазов 78' Ларионов 86' Ишкельдин |

| 6 февраля 2016                                                 | \| Казахстан \| 6:16 Протокол \| Россия \| \| Почкунов 12', 67', 78' Дубовик 24' Исалиев 52' Завидовский 86' \| Голы \| 1' Ишкельдин 8', 22', 63' Шардаков 21', 55', 74' Ломанов 23' Иванушкин 26', 57' Бефус 36', 65' Ларионов 47' Викулин 68', 90' Джусоев 89' Захаров \| | Стадион «Труд» Зрителей: 4'217 Судья: Роланд Фагер                                                                                               |
| Казахстан                                                      | 6:16 Протокол | Россия |
| Почкунов 12', 67', 78' Дубовик 24' Исалиев 52' Завидовский 86' | Голы | 1' Ишкельдин 8', 22', 63' Шардаков 21', 55', 74' Ломанов 23' Иванушкин 26', 57' Бефус 36', 65' Ларионов 47' Викулин 68', 90' Джусоев 89' Захаров |

## Статистика турниров
| Турнир                    | Первый матч      | Последний матч   | Показатели | Показатели | Показатели | Показатели | Показатели | Показатели | Показатели | Показатели |
| Турнир                    | Первый матч      | Последний матч   | М          | В          | Н          | П          | МЗ         | МП         | РМ         | % побед    |
| ------------------------- | ---------------- | ---------------- | ---------- | ---------- | ---------- | ---------- | ---------- | ---------- | ---------- | ---------- |
| Чемпионат СССР по футболу | 17 сентября 1966 | 17 сентября 1966 | 1          | 0          | 0          | 1          | 1          | 4          | −3         | 000,00     |
| Кубок СССР по футболу     | 19 мая 1962      | 19 апреля 1970   | 10         | 6          | 1          | 3          | 12         | 7          | +5         | 060,00     |
| Кубок России по футболу   | 18 апреля 1993   | 5 октября 2022   | 31         | 17         | 5          | 9          | 40         | 36         | +4         | 054,84     |

## Галерея

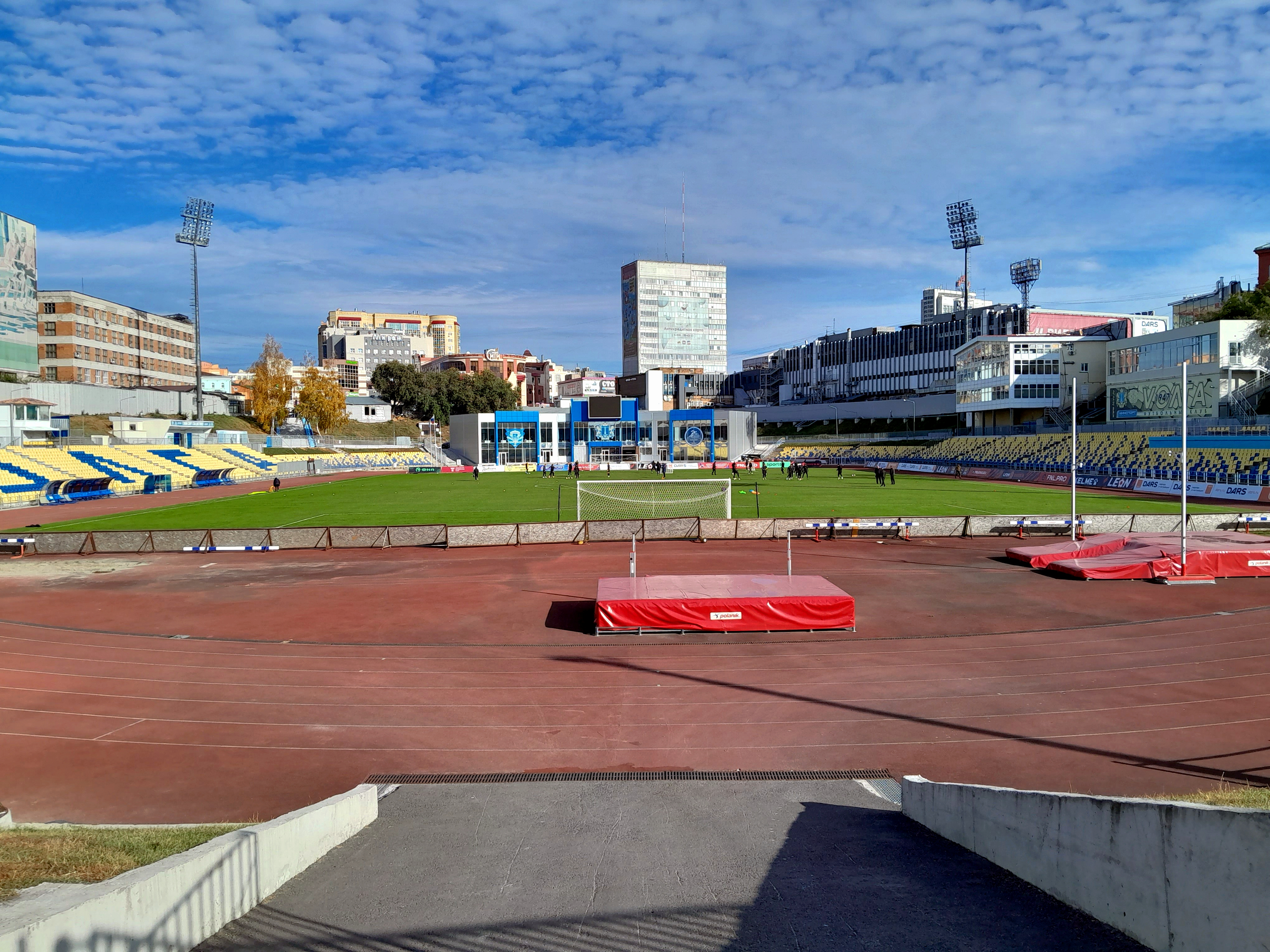
Стадион Труд.
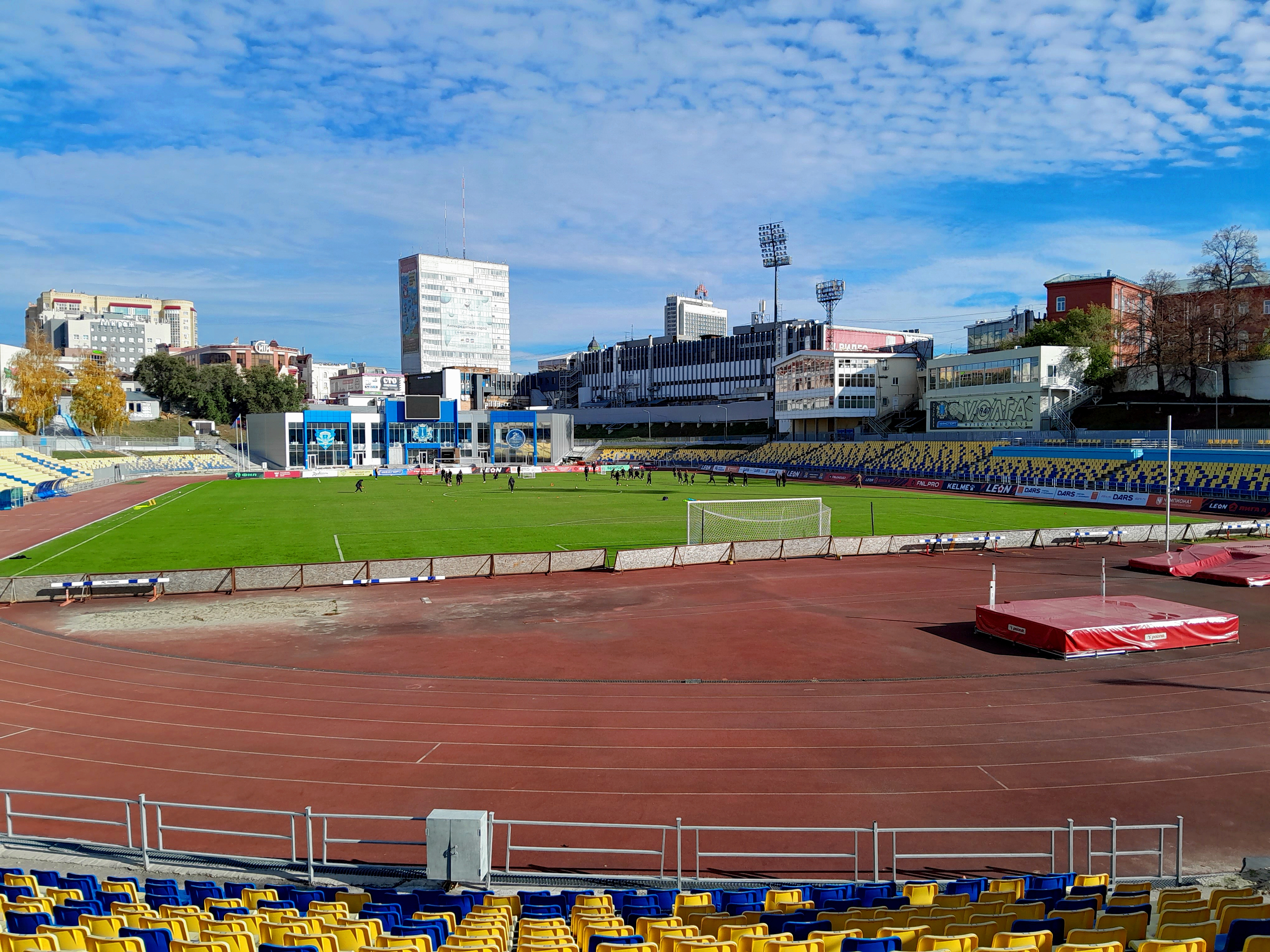
Стадион Труд
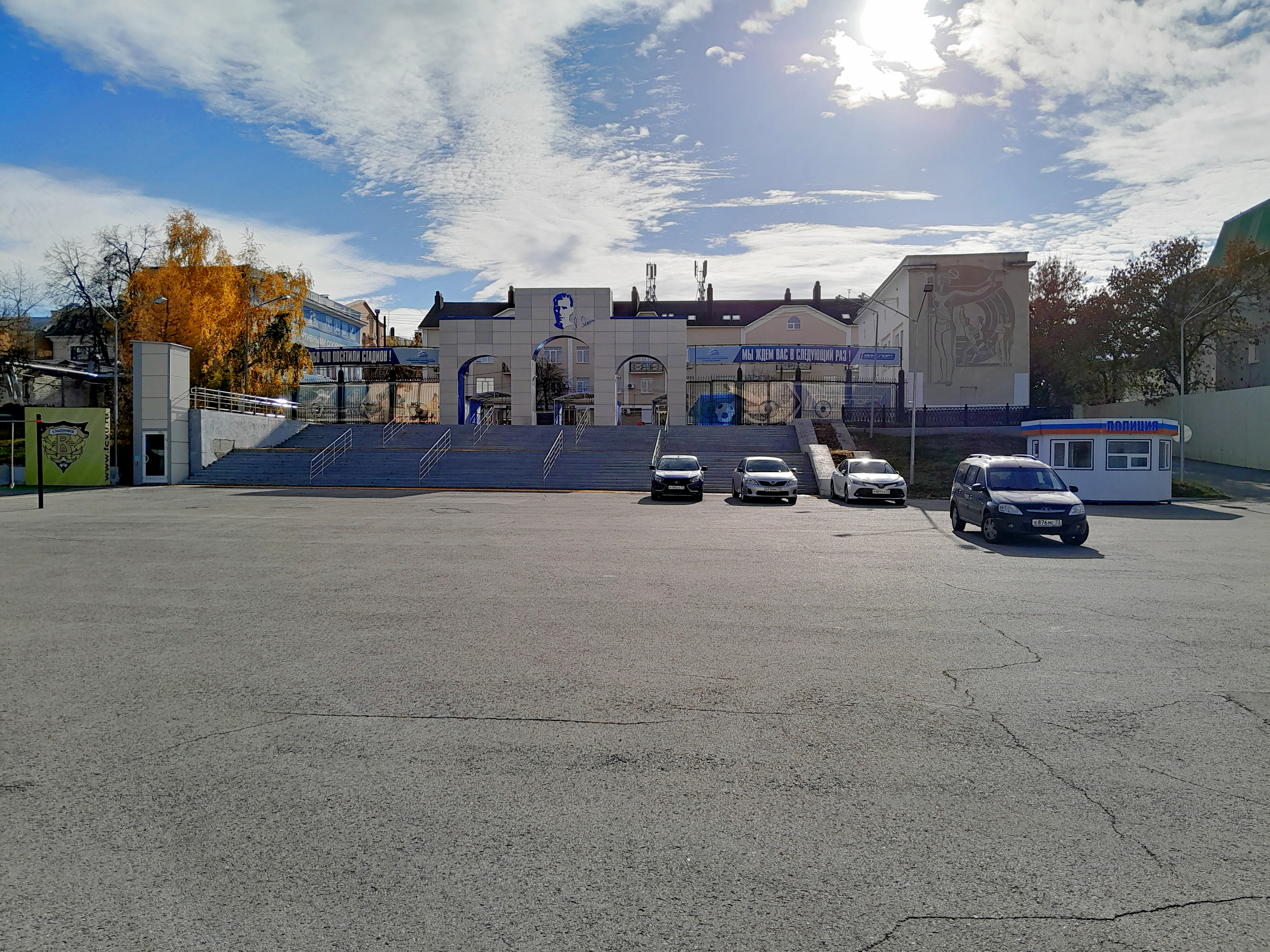
Стадион Труд (центральный вход).
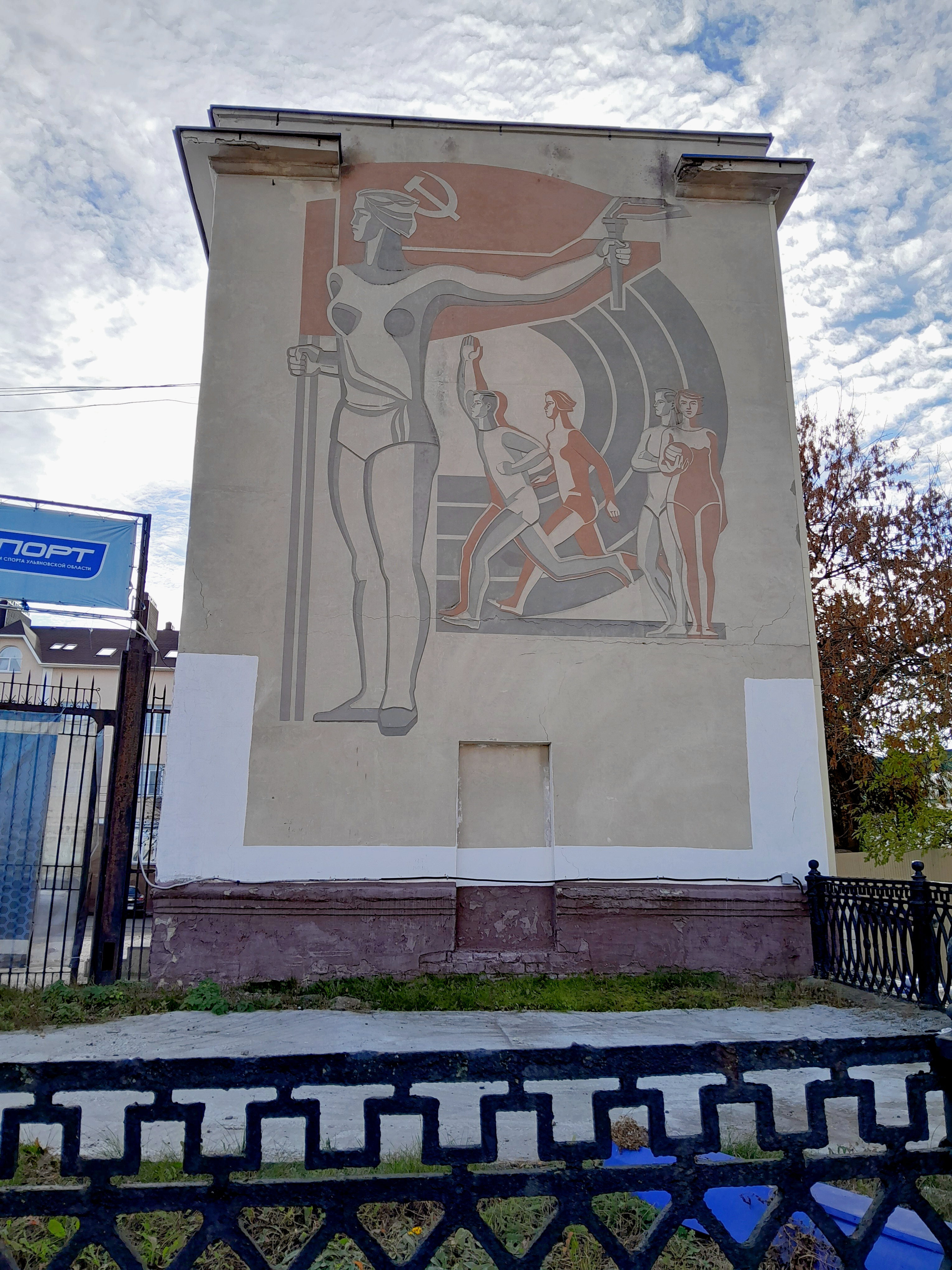
Мурал "Спорт в СССР" (Стадион Труд).